# Устрем (Болгарія)
У́стрем (болг. Устрем) — село в Хасковській області Болгарії. Входить до складу общини Тополовград.

## Населення
За даними перепису населення 2011 року у селі проживали 999 осіб.
Національний склад населення села:
| Національність   | Кількість осіб | Відсоток |
| ---------------- | -------------- | -------- |
| болгари          | 814            | 84,1%    |
| цигани           | 139            | 14,4%    |
| турки            | 5              | 0,5%     |
| Всього відповіли | 968            |          |

Розподіл населення за віком у 2011 році:
Динаміка населення: